# Cittágazze
Cittágazze (forkortet Ci´gazze), som betyder "Husskadernes by" på italiensk, er en fiktiv by i Philip Pullmans trilogi om Det gyldne kompas. Byen ligger i et paralllelt univers til vores. 
Den første reference til byen, er i seriens første bind, Det gyldne kompas, som "byen i himlen": byen bliver synlig i aurora borealis, en hændelse i bogen der fortynder barrieren mellem dimensionen, hvor handlingen finder sted, og dimensionen med byen Cittágazze. De mest beskrivende beskrivelser der gives af byen, er af Lyra og Will, der kommer ind i byen og de andre omkringliggende dimensioner i Skyggernes kniv. Byen er også nævnt i sidste bind af serien Ravkikkerten. Byen ligger i et parallelt univers, dog forskelligt fra de andre nævnte steder i bogen og man kommer ind til byen gennem et "vindue-mellem-verdner" skabt af Lord Asriel i Det gyldne kompas' klimaks. 
Cittágazze er en badeby, som minder om byerne ved Middelhavet og byen syntes at have italienske rødder. Der er smuk restauranter med parasoller hængende over de cirkulære borde med tilhørende planter, lange snoede veje og oldtidens arkitektur. Men den bør nødvendigvis ikke betegnes som den "gamle verden". Der bliver nævnt elektriske apparater som lys og køleskabe. Således virker verdenen til at være ens i teknologiske resultater, mens den er langt ringere end andre lande/verdner med hensyn til moderne medicin og transport. 
Den måske vigtigste bygning i Cittágazze, er tårnet Torre degli Angeli, der på italiensk betyder "Englenes tårn", hvor "Skyggernes kniv" bliver opbevaret. Men byen er også bosted for nogle dødelige spøgelseslignende kaldet Genfærd. De er usynlige for børn der ikke har nået puberteten endnu, men når det enkelte menneske er gamle nok til at se Genfærdene, vil Genfærdene begynde at jage mennesket og spise dets daimon, hvilket gør dem robot-lignende og livløse. Derfor er byen fuldstændig tom for voksne mennesker, men er befolket af små grupper børnebander. Genfærdene begynder at nærme sig børnene i deres ungdomsår og spise daimonerne så snart de er gamle nok. 
De mange Genfærd i Cittágazzes verden skyldes den konstante brug af "Skyggernes kniv" i nærhed af byen. Mens kniven skaber adgang til andre dimensioner, skaber den også hvert eneste gang et Genfærd. Asriels åbning til Cittágazze har forårsaget en masse Genfærd, som dræber verdenen lige så stille.